# Brayton Vázquez
Brayton Josué Vázquez Vélez (ur. 5 marca 1998 w Zapopan) – meksykański piłkarz występujący na pozycji środkowego obrońcy, od 2025 roku zawodnik Morelii.